# Робин Худ (филм из 1973)
Робин Худ (енгл. Robin Hood) је амерички анимирани филм компаније Волт Дизни из 1973. године инспирисан енглеским народним причама о Робину Худу.